# Bertrandite
La bertrandite è un minerale siliceo a base di Berillio dal colore giallo pallido. Il nome fu dato da Alexis Damour, riferendosi a Bertrand.

## Origine e giacitura
Alcuni giacimenti significativi si trovano nello Utah.